# Laura Cardoso
Laurinda de Jesus Cardoso Baleroni, (13 septembre 1927, São Paulo) plus connue sous le nom de Laura Cardoso, est une actrice brésilienne. Elle est considérée comme l'une des meilleures actrices du Brésil. 

## Carrière
Laura Cardoso commence sa carrière d'actrice à 15 ans. Elle joue notamment dans des pièces de théâtre, des séries et des films. A 25 ans, elle joue dans la série télé Tribunal do Coração et participe à des feuilletons importants tels que Um Lugar ao Sol ou Ídolo do Pano.
En 1981, elle est invitée par Daniel Filho à participer à la telenovela brésilienne Cœur de diamant. L'année suivante, elle participe aux telenovelas Ninho da Serpente et Renúncia. Elle joue ensuite dans trois telenovelas écrites par son ami Walther Negrão : Pão Pão, Beijo Beijo (1983), Livre para Voar (1984) et Fera Radical (1988).
L'actrice a joué dans plus de 70 séries et feuilletons. Elle a également joué dans plus de 25 longs métrages et a notamment obtenu le prix de la meilleure actrice au Festival de Cinéma de Miami en 2000 pour son interprétation dans le film Através da Janela de la réalisatrice Tata Amaral.
Laura Cardoso a également remporté plusieurs prix pour ses rôles au théâtre. Elle a gagné deux prix Shell, le premier en 1990 pour son rôle dans la pièce Vem Buscar-me que Ainda Sou Teu et le deuxième en 1993 pour la pièce Vereda da Salvação. 
En 2006, l'actrice a été décorée de l'Ordre du Mérite Culturel, hommage du gouvernement brésilien à son travail au théâtre, au cinéma et à la télévision.

## Filmographie

### À la télévision
- 1952 - Tribunal do Coração
- 1958 - Casa de Bonecas : Nora
- 1958 - Os Miseráveis : Fantine
- 1962 - A Noite Eterna : Marta
- 1963 - Moulin Rouge : Condessa
- 1964 - Gutierritos, o Drama dos Humildes : Rosa
- 1965 - Olhos que Amei : Zoraia
- 1965 - Fatalidade : Nicole
- 1966 - Abnegação : Gilda
- 1967 - Os Rebeldes : Margarida
- 1968 - A Última Testemunha : Mariana
- 1969 - Algemas de Ouro : Leonor
- 1970 - As Pupilas do Senhor Reitor : Teresa
- 1971 - Os Deuses Estão Mortos : Júlia
- 1972 - Os Fidalgos da Casa Mourisca : Gabriela
- 1972 - O Leopardo : Carmen
- 1975 - Ovelha Negra : Donana
- 1976 - Os Apóstolos de Judas : Fátima de Conceição
- 1979 - Gaivotas : Veronica
- 1981 - Cœur de diamant : Alda Sampaio
- 1982 - Ninho de Serpente : Eugênia
- 1982 - Renúncia : Margarida
- 1983 - Pão Pão, Beijo Beijo : Donana
- 1984 - Livre para Voar : Caroline
- 1987 - Expresso Brasil : Dorotéia Cajazeira
- 1988 - Fera Radical : Marta/ Mirtes
- 1990 - Rainha da Sucata : Iolanda Maia
- 1991 - Felicidade : Cândida
- 1993 - Mulheres de Areia : Isaura Araújo
- 1994 - A Viagem : Guiomar Muniz
- 1995 - Irmãos Coragem : Sinhana
- 1995 - Explode Coração : Soraya
- 1996 - Salsa e Merengue : Ruth
- 1998 - Meu Bem Querer : Yeda
- 1999 - Vila Madalena : Deolinda
- 2000 - Vidas Cruzadas : Natália Oliveira Barros
- 2001 - A Padroeira : Silvana
- 2002 - Esperança : Madalena
- 2003 - Agora que São Elas : Cartomante
- 2003 - Chocolate com Pimenta : Carmem da Silva
- 2004 - Como Uma Onda : Dona Francisquinha
- 2005 - Hoje é Dia de Maria : Senhora dos Dois Mundos
- 2006 - Belíssima : Lídia Falcão
- 2006 - O Profeta : Abigail
- 2007 - Desejo Proibido : Sebastiana
- 2008 - Duas Caras : Alice
- 2008 - Ciranda de Pedra : Prosópia
- 2009 - Caminho das Índias : Laksmi Ananda
- 2010 - Araguaia : Mariquita
- 2012 - Gabriela : Maria Doroteia Leal (Dodô Tanajura)
- 2013 - Flor do Caribe : Veridiana
- 2014 - Segunda Dama : Sarah Garcez
- 2014 - Boogie Oogie : Lúcia
- 2014 - Imperio : Jesuína Ferreira
- 2016 - Sol Nascente : Maria Aparecida Teixeira Correia (Dona Sinhá)
- 2017 - O Outro Lado do Paraíso : Caetana de Sousa (Madame Caetana)

### Au cinéma
- 1962 - O Rei Pelé
- 1964 - O Homem das Encrencas : Lídia
- 1965 - Quatro Brasileiros em Paris : Nicole
- 1969 - Corisco, O Diabo Loiro
- 1976 - Já não Se Faz Amor como Antigamente
- 1977 - Tiradentes, O Mártir da Independência
- 1980 - Ariella : Helena
- 1982 - Um Casal de Três : Shirley
- 1987 - Quincas Borba
- 1988 - Adultério
- 1989 - Lua Cheia
- 1995 - Terra Estrangeira : Manuela
- 1998 - Uma Aventura do Zico
- 2000 - Através da Janela : Selma
- 2001 - Copacabana : Salma
- 2002 - Morte
- 2002 - No Bar
- 2004 - O Outro Lado da Rua : Patolina
- 2006 - Fica comigo Esta Noite : Mariana
- 2007 - Clarita : Clarita
- 2007 - Primo Basílio : Tia Vitoria
- 2008 - A Casa da Mãe Joana : Dona Herly
- 2010 - Amazônia Caruana : Avó Pocaru
- 2010 - Muita Calma Nessa Hora : Abuelita
- 2014 - Syndrome : Marta
- 2014 - Muita Calma Nessa Hora 2 : Abuelita
- 2016 - De Onde Eu te Vejo : Yolanda
- 2016 - O Crime da Cabra : Josefa
- 2016 - Barbantes : Dona Hilda